# Armed Forces Service Medal
Die Armed Forces Service Medal ist eine Dienstauszeichnung der US-Streitkräfte. Sie wurde Anfang 1996 von US-Präsident Bill Clinton eingeführt und wird verliehen an Mitglieder der US-Streitkräfte, die eine „signifikante Leistung“ (significant activity) erbringen, für die keine andere Auszeichnung verliehen wurde. Darunter wird für gewöhnlich die Beteiligung an einer Operation der US-Streitkräfte, auch im Rahmen eines NATO- oder UN-Mandats, verstanden.
Verleihungen umfassen vor allem die Operationen Joint Guard und Joint Endeavor während des Bosnienkrieges, aber auch für humanitäre Missionen nach Hurrikan Katrina, Hurrikan Rita, und der COVID-19-Pandemie. 